# Getto w Grodźcu
Getto w Grodźcu – wiejskie getto żydowskie utworzone podczas II wojny światowej przez okupantów we wsi Grodziec.

## Historia
W listopadzie lub grudniu 1939 roku około 300 Żydów zostało przesiedlonych do Grodźca z Rychwała, przesiedlonym zezwolono zabrać ze sobą od 13 do 14 kilogramów bagaży. Oficjalnie getto w Grodźcu utworzono najprawdopodobniej latem 1940 roku, wraz z powstaniem sieci innych gett wiejskich w powiecie konińskim (m.in. w Zagórowie i Rzgowie).
W połowie lipca 1940 roku do getta przesiedlono część Żydów z getta w Koninie, w dniach 17–18 lipca deportowano do niego także Żydów ze Skulska, a następnie także z Kramska, Wilczyna i Ślesina. Utworzono Judenrat. W getcie uwięziono około 2000 osób, źródła nie są zgodne w kwestii tego, czy z terenu getta wysiedleni zostali Polacy. Część Żydów mieszkała w polskich gospodarstwach rolnych, gdzie wykorzystywani byli do pracy. Niektórzy Żydzi wysyłani byli także do pracy przymusowej w innych miejscowościach, m.in. w Koninie.
Getto zostało zlikwidowane na początku marca 1941 roku. Żydzi wysłani zostali koleją do Konina, gdzie podzielono ich na dwie grupy. Część Żydów trafiła do getta w Zagórowie, a inni mieli zostać przetransportowani do Józefowa Biłgorajskiego. Grupa wysłana do Józefowa trafiła następnie koleją do Łodzi, gdzie skonfiskowano im przedmioty wartościowe, a następnie przetransportowano ich do dystryktu lubelskiego, gdzie osiedlono ich m.in. w Krasnymstawie, Izbicy, Dęblinie, Szczebrzeszynie i Zamościu. Z grupy wysłanej do dystryktu lubelskiego oddzielono około 180 mężczyzn, którzy pozostali w getcie łódzkim w roli robotników przymusowych, następnie wysłani zostali do obozu pracy w okolicach Gdańska. Żydzi przesiedleni do Zagórowa zginęli podczas likwidacji getta na przełomie września i października 1941 roku.
W latach 1942–1943 w Grodźcu działał obóz pracy przymusowej, w którym uwięziono Żydów oraz Polaków.

## Upamiętnienie
W marcu 2017 roku na placu ks. Bronisława Dąbrowskiego w Grodźcu odsłonięto pamiątkowy kamień upamiętniający więźniów getta. W uroczystości odsłonięcia kamienia brał udział m.in. rabin Michael Schudrich.